# Sphegina smirnovi
Sphegina smirnovi är en tvåvingeart som beskrevs av Violovitsh 1953. Sphegina smirnovi ingår i släktet midjeblomflugor, och familjen blomflugor.
Artens utbredningsområde är Tadzjikistan. Inga underarter finns listade i Catalogue of Life.